# Tyfoonseizoen van de Grote Oceaan 1999
Het tyfoonseizoen van de Grote Oceaan 1999 duurde het hele jaar door en beslaat het gebied van de westelijke Grote Oceaan, westelijk van de datumgrens en noordelijk van de evenaar. Weliswaar loopt het seizoen het hele jaar door, toch vormen de meeste tropische cyclonen zich in de maanden mei tot november.

## Cyclonen
- Tropische storm Hilda (01W)
- Tropische storm Iris (02W)
- Tropische storm Jacob (03W)
- Tyfoon Kate (04W)
- Tyfoon Leo (05W)
- Tyfoon Maggie (06W)
- Tropische depressie 07W
- Tropische depressie 08W
- Tropische storm Neil (09W)
- Tropische depressie 10W
- Tyfoon Olga (11W)
- Tropische storm Paul (12W)
- Tropische storm Rachel (13W)
- Tropische depressie 14W
- Tropische depressie 15W
- Tyfoon Sam (16W)
- Tyfoon Tanya (17W)
- Tropische depressie  18W
- Tyfoon Virgil (19W)
- Tropische storm Wendy (20W)
- Tyfoon York (21W)
- Tropische storm Zia (22W)
- Tropische storm Ann (23W)
- Supertyfoon Bart (24W)
- Tropische storm Cam (25W)
- Tyfoon Dan (26W)
- Tropische storm Eve (27W)
- Tropische depressie 28W
- Tropische storm Frankie (29W)
- Tyfoon Gloria (30W)
- Tropische depressie 31W
- Tropische depressie 32W
- Tropische depressie 33W
- Orkaan Dora (07E)

20e eeuw: 1900 · 1901 · 1902 · 1903 · 1904 · 1905 · 1906 · 1907 · 1908 · 1909 · 1910 · 1911 · 1912 · 1913 · 1914 · 1915 · 1916 · 1917 · 1918 · 1919 · 1920 · 1921 · 1922 · 1923 · 1924 · 1925 · 1926 · 1927 · 1928 · 1929 · 1930 · 1931 · 1932 · 1933 · 1934 · 1935 · 1936 · 1937 · 1938 · 1939 · 1940 · 1941 · 1942 · 1943 · 1944 · 1945 · 1946 · 1947 · 1948 · 1949 · 1950 · 1951 · 1952 · 1953 · 1954 · 1955 · 1956 · 1957 · 1958 · 1959 · 1960 · 1961 · 1962 · 1963 · 1964 · 1965 · 1966 · 1967 · 1968 · 1969 · 1970 · 1971 · 1972 · 1973 · 1974 · 1975 · 1976 · 1977 · 1978 · 1979 · 1980 · 1981 · 1982 · 1983 · 1984 · 1985 · 1986 · 1987 · 1988 · 1989 · 1990 · 1991 · 1992 · 1993 · 1994 · 1995 · 1996 · 1997 · 1998 · 1999

21e eeuw: 2000 · 2001 · 2002 · 2003 · 2004 · 2005 · 2006 · 2007 · 2008 · 2009 · 2010 · 2011 · 2012 · 2013 · 2014 · 2015